# Adam and the Ants
Az Adam and the Ants egy angol new wave együttes volt Londonból. Az együttest 1977-ben alapította Adam Ant. Egyik legnagyobb sikert hozó albumuk az 1980-ban megjelent Kings of the Wild Frontier, amely szerepel az 1001 lemez, amit hallanod kell, mielőtt meghalsz című könyvben. Első albumukon post-punkot játszottak, és "Adam and the Antz" néven szerepeltek, utolsó két lemezükön pedig újhullámos (new wave) zenét játszottak. 

## Diszkográfia
- Dirk Wears White Sox (1979)
- Kings of the Wild Frontier (1980)
- Prince Charming (1981)

## Fordítás
- Ez a szócikk részben vagy egészben  az   Adam and the Ants című angol Wikipédia-szócikk fordításán alapul.  Az eredeti cikk szerkesztőit annak laptörténete sorolja fel. Ez a jelzés csupán a megfogalmazás eredetét és a szerzői jogokat jelzi, nem szolgál a cikkben szereplő információk forrásmegjelöléseként.